# 嘉義機務段
嘉義機務段是臺灣鐵路公司（原臺灣鐵路管理局，略稱臺鐵或臺鐵局）位於嘉義市嘉義車站附近的車輛維修基地，1995年時調整電聯車業務內容，增加負責分散動力型電聯車的保養業務，為目前臺鐵南部地區通勤電聯車的主要整備基地。
台灣日治時期興建車站時，車輛的附屬設施--車輛基地經常一併規劃，安排依附於車站，便於簡易車輛維護、編組、整備等，就行政業務區分可以分成機關車庫（機務段）與保線區（檢車段），當時嘉義機務段此兩項業務均有設置。嘉義車站被指定為市定古蹟之後，嘉義市政府同時做了附屬設施的調查報告，本段從1902年起逐漸擴建，至1933年嘉義車站新站房落成時都還有增建的紀錄，車站周邊的日治時期建築群脈絡，為台鐵現存完整的機務段附屬設施。
2017年，嘉義市政府成功爭取到了鐵路高架化的計畫經費，使得計劃推行往前更進一步。未來的嘉義機務段預計將會遷移，目前最可能執行的規劃為復站北回車站，嘉義機務段遷移至北回車站南側（預計更名為水上車輛基地）。舊車站的第一月台將保留給阿里山林業鐵路。

## 嘉義扇形車庫概要
台鐵蒸汽機車年代，縱貫線上修築有六座扇形車庫，分別位於台北、新竹、彰化、嘉義、高雄、高雄港站。嘉義扇形車庫位於現今嘉義機務段內的電聯車基地南端靠海側位置，全盛時期是台鐵南台灣蒸汽機車集中停放的維修中心基地。蒸汽機車運用後期，陸續停用的車頭最後都曾在此輪流停駐過，包括最後離開的CK101，拆除前有8股車庫配置，當時預計要和彰化扇形車庫同時拆除。彰化扇形車庫得以保存，嘉義扇形車庫拆除。
因為新購EMU500型電聯車即將交車，需要新建電聯車專用的線形車庫，在將最後的三輛CK101、CT152、DT561蒸汽機車全數移往彰化扇形車庫之後，1994年9月21日挖土機進場，是最後一座被拆除的扇形車庫。

## 配置車輛
目前主要配置台鐵EMU500型電聯車、台鐵EMU600型電聯車及台鐵EMU800型電聯車等車輛，行駛區間為新竹-枋寮（經山線），部分車次本站起訖，以及支線的沙崙線。

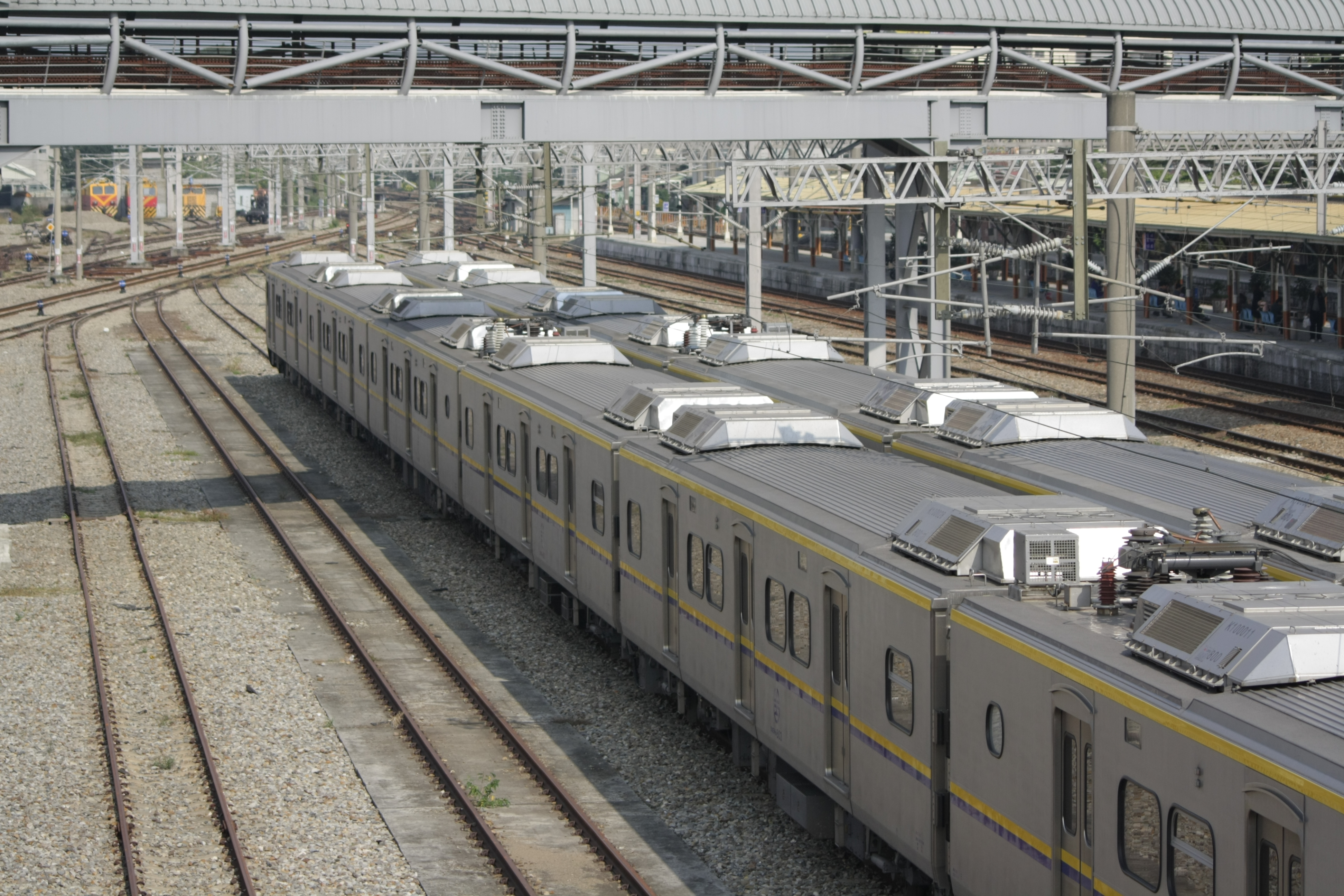
兩列在停車線上、朝向基隆（北）端的EMU800型。圖片右邊為乘車月台，遠方為北端小型檢車庫

## 外部連結
- 台灣扇形車庫概要：第三月台-台灣的扇形車庫 （页面存档备份，存于）